# Condado de Buchanan (Missouri)
O Condado de Buchanan é um dos 114 condados do estado americano de Missouri. A sede do condado é Saint Joseph, e sua maior cidade é Saint Joseph. O condado possui uma área de 1 074 km² (dos quais 13 km² estão cobertos por água), uma população de 89.201 habitantes, e uma densidade populacional de 81 hab/km² (segundo o censo nacional de 2000). O condado foi fundado em 1838.